# 梁紹才
梁紹才（LEUNG Shiu Choi），是香港1980代著名桌球運動員，曾贏得1986年香港桌球公開賽冠軍。目前是桌球教練，亦在香港有線電視擔任桌球評述員。

## 生平
梁紹才早年就讀李求恩紀念中學。他是香港1980年代著名桌球手，惟多次在香港桌球公開賽決賽不敵郭軍城屈居亞軍，只曾在1986年贏過一次香港桌球公開賽冠軍，亦曾獲得亞洲桌球錦標賽亞軍，以及世界業餘桌球錦標賽四強。
近年梁紹才主要從事桌球教練工作，亦有在香港有線電視擔任桌球比賽節目評述員。
球場以外，梁紹才於1991年，曾客串演出由李修賢導演的香港電影《龍的傳人》。

## 個人榮譽
- 香港桌球公開賽冠軍 一次(1986年)

## 外部連結
- 香港桌球總會
- 桌球教練——梁紹才
- 香港影庫演員資料 （页面存档备份，存于）